# ヒュンダイ・スクープ

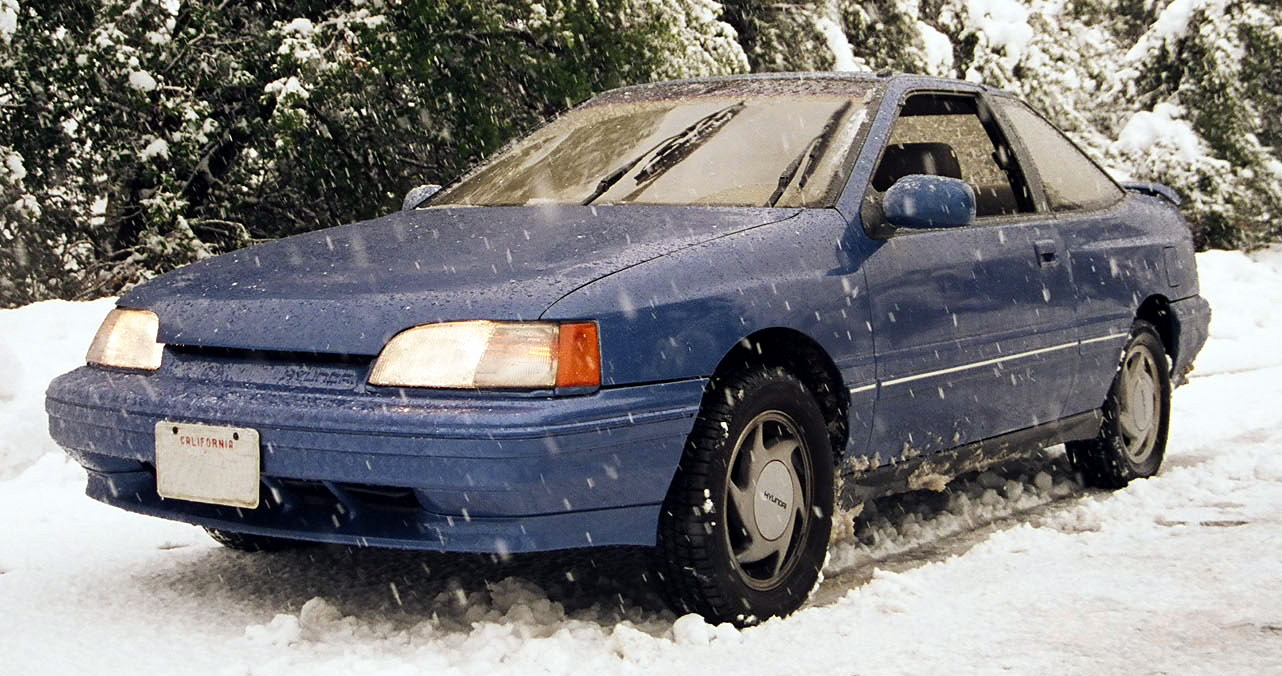
前期型(USA仕様) フロント

スクープ (SCOUPE、朝: 스쿠프) は、大韓民国の自動車製造会社、現代自動車により1990年から1995年にかけて製造・販売されたクーペ型の小型乗用車 (韓国における区分では小型車) である。初期のキャッチコピーは｢スポーツパッションカー｣。

## 概要
2代目エクセルをベースとしたクーペ。1989年10月、東京モーターショーに「エクセルSLC」として参考出品され、1990年2月に「スクープ」として発売された。韓国車では初の2ドアクーペである。
2,385 mmのホイールベースや、前マクファーソンストラット/後トレーリングアームというサスペンション形式は、エクセルと同じである。
当初はエクセルと同じ三菱設計、マルチポイントインジェクション仕様の1,468 ccオリオンエンジンを積んだ。1991年4月、現代自動車が独自開発した1,495 ccのαエンジンが登場、気筒当たり3バルブ（吸気2、排気1）のSOHCで102馬力を発揮。同年10月にはαエンジンのターボ仕様（129馬力）が追加された。1992年7月、前後ランプが横長になるなどマイナーチェンジ。1995年まで生産された。
突出した性能や装備はないものの、韓国ではこのようなスポーツクーペが輸入車しか存在しなかったため、発売当初から若者を中心に支持を集めた。しかし、当時の韓国は「スポーツカー」に乗り慣れている者が圧倒的に少なく、無茶な運転から死亡事故を含む交通事故が多々発生した。このため当時の韓国では度々この車を問題視する声が上がった。

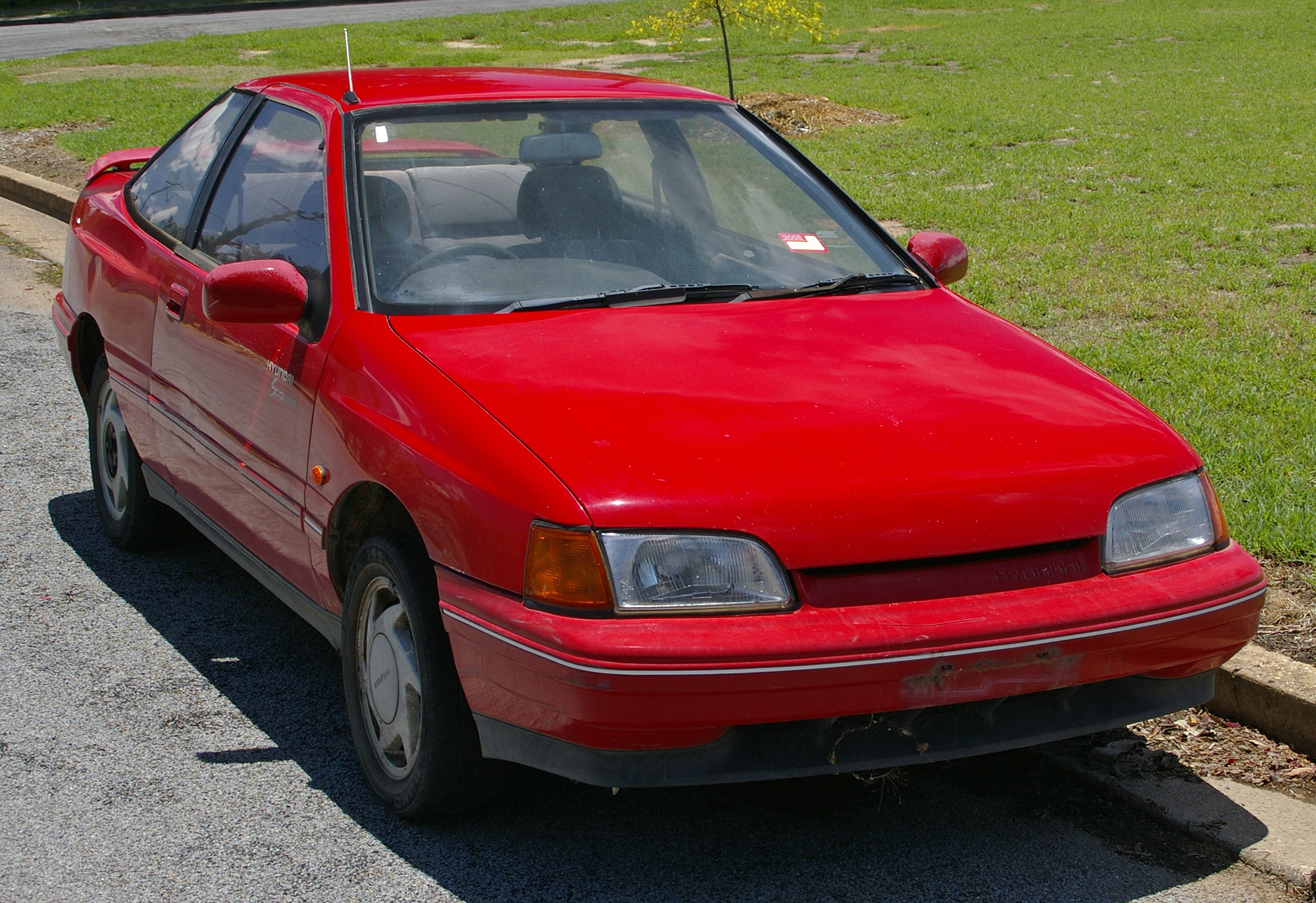
前期型(オーストラリア仕様) フロント
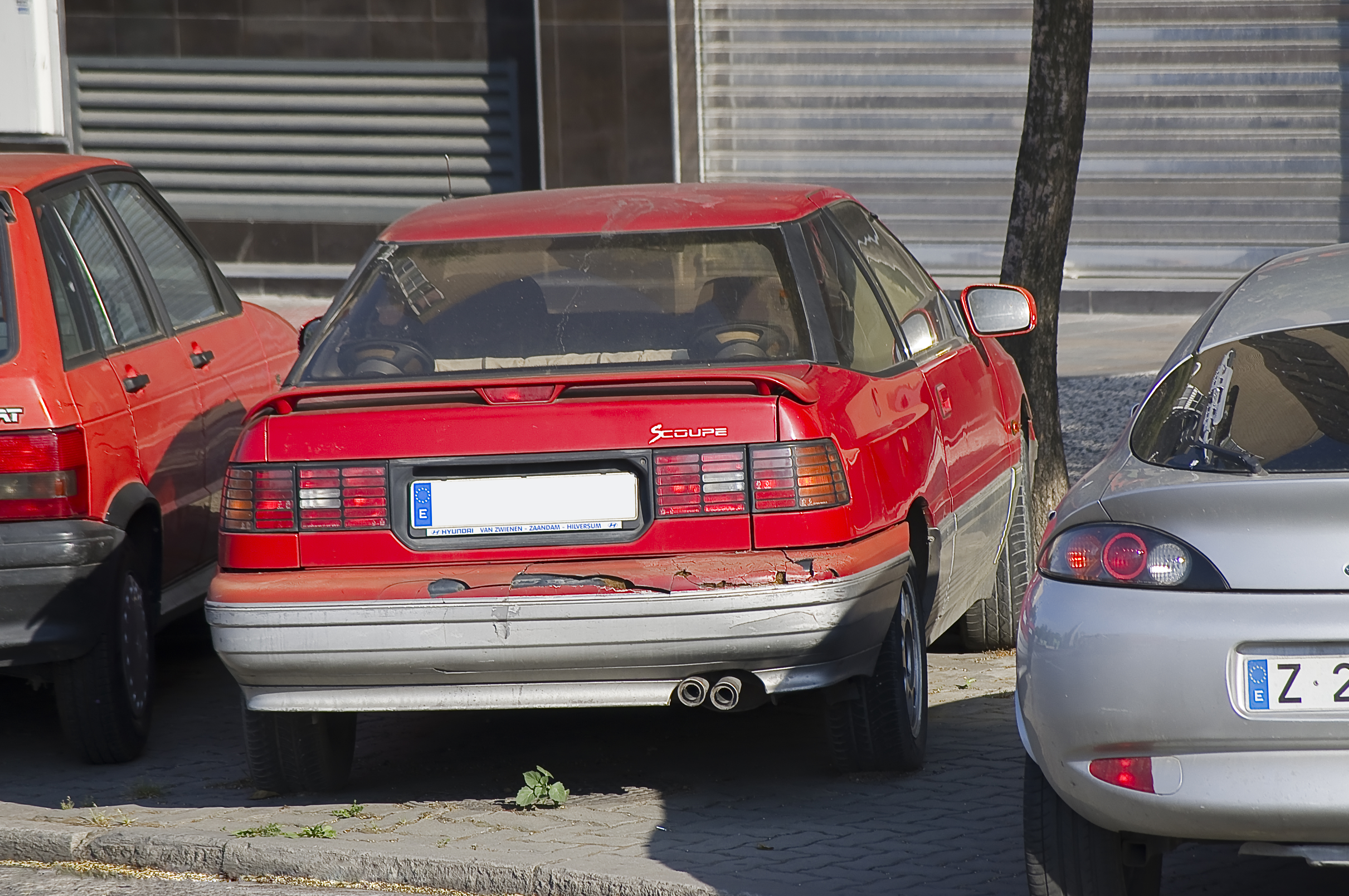
前期型(欧州仕様) リア
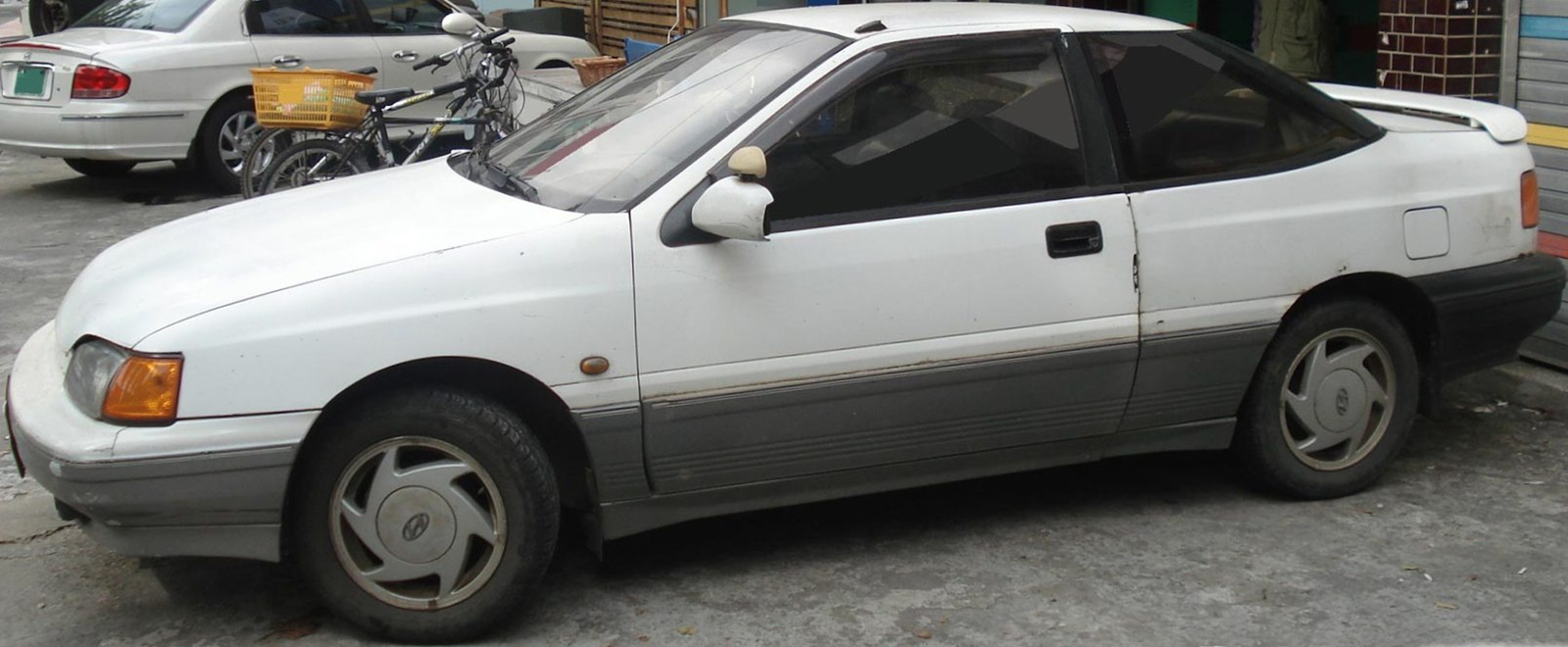
前期型(韓国仕様) フロントサイド
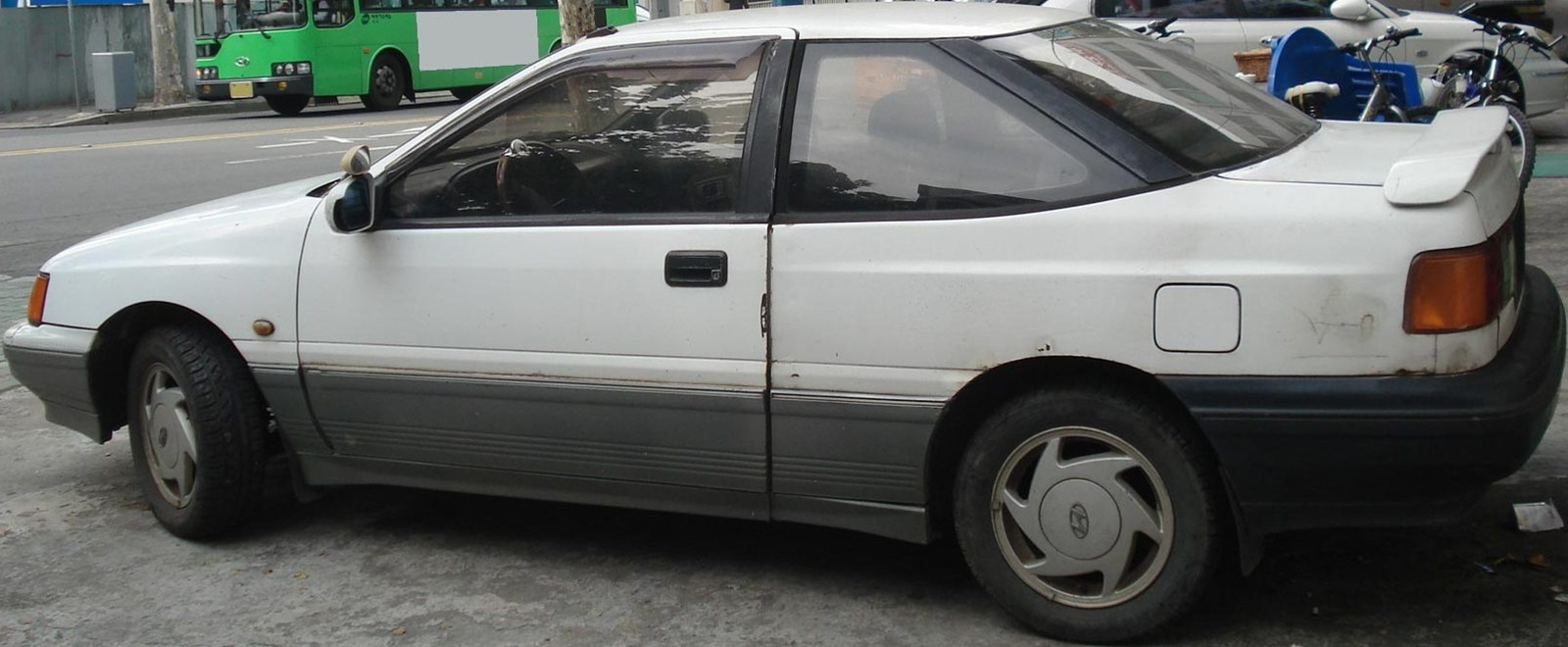
前期型(韓国仕様) リアサイド
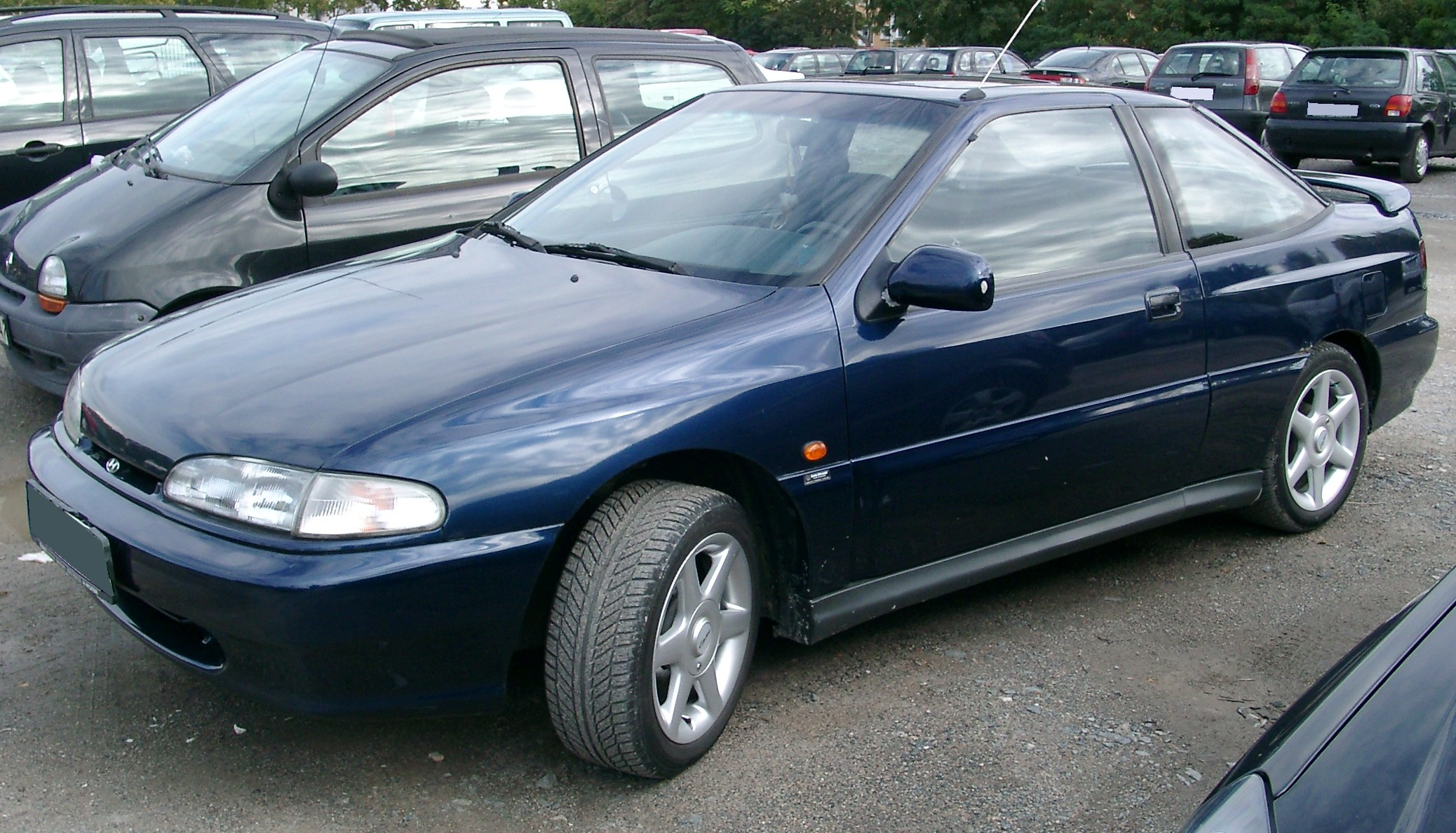
後期型 フロント
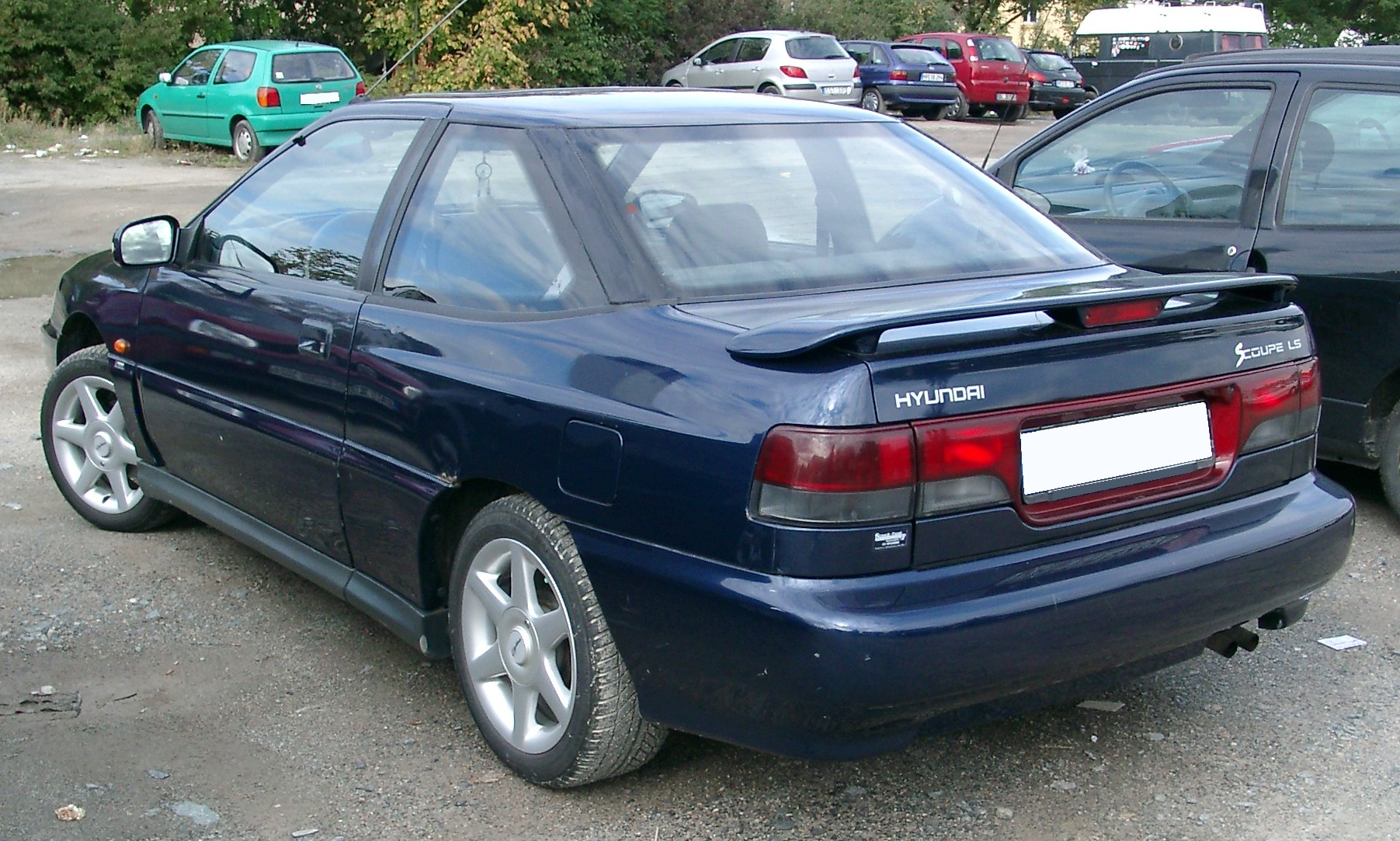
後期型 リア

## 歴史
- 1989年 (平成元年) 10月26日 - 東京モーターショーにて、プロジェクト名と同じ『SLC』 (Sports-Looking Car) として参考出品。
- 1990年 (平成2年) 2月20日 - X2系エクセルをベースに、開発費用に521億ウォンを費やし発売[1]。発売1ヶ月で契約台数5,000台を突破する。スポーティな外装デザインとフローティングルーフとしたCピラー、当時における韓国車では最高水準である空気抵抗係数 (Cd値) 0.30を誇り、顧客の年齢層は20代が32.2％、30代が50.1％を占め、若年層を中心に人気を集めた[1]。エンジンはエクセルにも搭載される三菱製G4DJ型1,468cc直4 SOHC自然吸気を搭載するものの、加速性能や登坂性能を向上させる為、最終減速比を4.021から4.322へと引き上げた。0-100km/h加速12.1秒、最高速度174km/hを発揮する。フロントは同時期に販売された、ベース車でもあるX2系エクセル、Y2系ソナタと統一感を持たせた。
- 1991年 (平成3年) 5月1日 - 同社初の独自開発であるG4EK型1,495cc直4 SOHC自然吸気を現代車初の追加設定[注釈 2]。0-100km/h加速11.1秒、最高速度180km/hを発揮する。
- 1991年 (平成3年) 10月1日 - ギャレット製T-2型インタークーラー付ターボチャージャーを搭載するスクープターボ (SCOUPE TURBO、朝: 스쿠프 터보) を追加発売。韓国車初のターボエンジン搭載車であり、0-100km/h加速8.00秒、最高速度220km/hを発揮する[3]。最高出力向上に対応する為、等速ジョイントをY2系ソナタから流用し、トルクステアを防止する為、センタードライブシャフトを追加採用し、等速ジョイントの全長を対称とした。なお、インタークーラーは非採用である為、最高出力は外気温度に大きく影響され、過熱問題が存在した。ブレーキは前輪ベンチレーテッドディスクブレーキと後輪ドラムブレーキを採用し、X字型システムにより、いずれか片方に異常が生じた際ももう片方が動作する。ブレーキブースターは9インチを採用。

## スペック
| 区分                   | 1.5ℓ オリオン                                   | 1.5ℓ アルファ                                   | 1.5ℓ アルファ ターボ                            |
| ---------------------- | ----------------------------------------------- | ----------------------------------------------- | ----------------------------------------------- |
| 全長 (mm)              | 4,215                                           | 4,215                                           | 4,215                                           |
| 全幅 (mm)              | 1,625                                           | 1,625                                           | 1,625                                           |
| 全高 (mm)              | 1,330                                           | 1,330                                           | 1,330                                           |
| ホイールベース (mm)    | 2,385                                           | 2,385                                           | 2,385                                           |
| トレッド (前, mm)      | 1,390                                           | 1,390                                           | 1,390                                           |
| トレッド (後, mm)      | 1,340                                           | 1,340                                           | 1,340                                           |
| 乗車定員               | 5人                                             | 5人                                             | 5人                                             |
| トランスミッション     | 5速MT 4速AT                                     | 5速MT 4速AT                                     | 5速MT                                           |
| サスペンション (前/後) | マクファーソンストラット/セミトレーリングアーム | マクファーソンストラット/セミトレーリングアーム | マクファーソンストラット/セミトレーリングアーム |
| 駆動形式               | 前輪駆動                                        | 前輪駆動                                        | 前輪駆動                                        |
| エンジン形式           | G4DJ                                            | G4EK                                            | G4EK                                            |
| 燃料                   | ガソリン                                        | ガソリン                                        | ガソリン                                        |
| 排気量 (cc)            | 1,468                                           | 1,495                                           | 1,495                                           |
| 最高出力 (ps/rpm)      | 97/5,500 (後に 90/5,500に変更)                  | 102/5,500                                       | 129/5,500                                       |
| 最大トルク (kg*m/rpm)  | 14.3/3,000 (後に 13.5/3,000に変更)              | 14.5/4,000                                      | 18.3/4,500                                      |
| 最高速度 (km/h)        | 173(5速MT)                                      | 180(5速MT) 168(4速AT)                           | 205(5速MT)                                      |
| 燃費 (km/ℓ)            | 15.4(5速MT)/ 13.21(4速AT)                       | 16.4(5速MT)/ 12.71(4速AT)                       | 14.12(5速MT)                                    |

## 車名の由来
『スクープ』は、『Sports』の『S』と『COUPE』を組み合わせた造語であり、スクープを意味するScoopと同音である。